# KV59
KV 59 est un tombeau situé dans la vallée des rois, dans la nécropole thébaine sur la rive ouest du Nil face à Louxor en Égypte. Il est cartographié pour la première fois par James Burton en 1825, puis par Eugène Lefébure en 1889 et enfin par Howard Carter en 1921. Ce petit tombeau, dont le propriétaire est inconnu, semble plutôt être une ébauche de tombeau. Il s'étend sur une longueur totale de trois mètres. Aucune référence à son dégagement ou contenu n'est connue.